# Weekly Manga Times
Weekly Manga Times (週刊漫画TIMES (週刊漫畫TIMES) (Chu san Mạn họa TIMES) Shūkan Manga Taimusu) là một tạp chí về seinen manga  của Houbunsha kể từ tháng 11 năm 1956. Nhà xuất bản cho rằng đây là tờ tạp chí về manga hàng tuần đầu tiên. phát hành vào mỗi thứ Sáu. Tên của tạp chí trùng với tạp chí con là Manga Time, nhưng không xuất bản nội dung về yonkoma manga. Tạp chí còn có tên gọi khác là Shūman (週漫 (Chu Mạn)), và dùng phương châm "Sống hạnh phúc mỗi tuần!" (一週間をユカイに生きる! Isshūkan o Yukai ni Ikiru!). Manga Times có số lượng phát hành lên đến 380,000 vào năm 2006.
Weekly Manga Times là một trong ba tạp chí manga hàng tuần lớn cùng Weekly Manga Goraku, xuất bản bởi Nihon Bungeisha, và Weekly Kanga Sunday, xuất bản bởi Jitsugyo no Nihon Sha. Một manga một khung tranh ngắn của Hari Sunao có tựa đề Egao được vẽ ở trang mục lục cho đến mùa xuân năm 2008, manga chuyển đến trang cuối tạp chí.
Trang bìa của Weekly Manga Times thường là một bức chân dung của một cô gái trẻ. Nghệ sĩ minh họa trang bìa kể từ số tháng 4/1970 là Keizō Tsukamoto, đã giành kỉ lục Guinness vào năm 2008 cho "sự nghiệp minh họa bìa tạp chí lâu đời nhất" với 1,937 bìa đã thiết kế trong 38 năm. Keizō tham gia minh họa bìa khi ông 23 tuổi, cho đến nhiều năm sau ông không bỏ lỡ phần thiết kế bìa của bất kì số phát hành nào, và ông thường hoàn thành bìa trong ba ngày.

## Tác phẩm đang xuất bản
- Nobunaga no Shefu (tác giả Mitsuru Nishimura, nghệ sĩ Takurō Kajikawa)
- Coin Locker Monogatari (tác giả Tsunehisa Itō, nghệ sĩ Shinji Miyagi)
- Haruka no Sue (tác giả Disk-Furai, nghệ sĩ Yasumasa Nishizaki)
- Honjitsu no Burger (Burger của ngày hôm nay) (tác giả Rei Hanagata, nghệ sĩ Umetaro Saitani)
- Issho ni kurasu tameno Yakusoku wo ikutsuka (Ahiru Okano)
- Kamisama Biyori (Masahiro Morio
- Koryōriya Minako (Takeshi Miya, được tạo bởi Takayuki Minami)
- Kowashiya Gen (tác giả Hideki Hoshino, nghệ sĩ Sadayoshi Ishii)
- Kura no Yado - Yuki to Hana to (tác giả Yūji Nishi, nghệ sĩ Toshinobu Tana)
- Myōgatani Namidasaka Shinryōsho (tác giả Jun Ujitani, nghệ sĩ Tsuguo Kōgo)
- Toshokan không Aruji (Umiharu Shinohara)
- Wakaokusama Kiki ippatsu (Emai Komotoda)

## Tác phẩm đã xuất bản
- Aisazu ni Irarenai (tác giả Umine Hijikata, nghệ sĩ Yū Matsuhisa)
- Akahana deka (tác giả Suisei Ogawa, nghệ sĩ Ikki Matsuda)
- Anokoro orewa Jyoshikōsei (Shō Arai)
- Barista (tác giả Rei Hanagata, nghệ sĩ Kumi Muronaga)
- Bengoshi Tasuke (tác giả Hōdō Harimura, nghệ sĩ Jun Hayase, xuất bản không thường xuyên)
- Boku no Mini (Hiroki Nakagawa)
- Bura con (Chōsuke Nagasima)
- Cheese no Jikan (tác giả Satoshi Hanagata, nghệ sĩ Yoshinobu Yamaguchi)
- Coffee Dream (tác giả Satoshi Hanagata, nghệ sĩ Osamu Hiramatsu, xuất bản không thường xuyên)
- Daboshatsu no Ten (Toshiya Masaoka)
- Daigaku no Oyabun (Nam tước Yoshimoto)
- Chung cư Dokudami (Takashi Fukutani)
- Dokure-mono (tác giả Tsunehisa Itō, Kenji Tagami)
- Darwin no Houteishi (tác giả Hideyuki Ishizeki, Tsuyoshi Masuda)
- Doterai yatsu (tác giả Kobako Hanato, Masamichi Yokoyama)
- Earth (Ayumi Tachihara)
- Fukushû no Kyojû (tác giả Sergio Seki, Kōhei Tutsumi)
- Fûryû Tsumami-dōjō (Lasswell Hosoki)
- Getabaki Kâchan (Kojirou)
- Goshujin-sama to Yobanaide (tác giả Yōusuke Moriguchi, Atsuchi Kuragami)
- Hachimaki Ojisan (Taku Shiraki)
- Hagawa no Ijo na Aijo (Takahiro Oba)
- Haisai Shinbun Bunkaseikatsubu (tác giả Tarô Takatsu, Osamu Hiramatsu)
- Hana Trail (Osamu Hiramatsu)
- Hashire! Bankman (Hiroshi Takano)
- Hatsukoi Drug (Ayumu Nanase)
- Himawari kun (Nobuyuki Kômasu)
- Honō no Bartender (Atsushi Mori, sáng tác bởi Ryūsei Kaji, xuất bản không thường xuyên)
- Ikusa gaki (Fumiyasu Ishikawa, được tạo bởi Gorō Oki)
- Immoral (Shūichi Sakanabe)
- Jotei (tác giả Ryō Kurashina, nghệ sĩ Issaku Wake)
- Kanojo de Ippai (Johji Manabe)
- King size (tác giả Ikkō Shimizu, Masamichi Yokoyama)
- Koe hime (Takeshi Takebayashi)
- Konikura Jîsan (Yoshirou Kamachi)
- Kura no Yado (tác giả Yūji Nishi, nghệ sĩ Toshinobu Tana)
- Yêu-ho na Oshigoto (Chōsuke Nagashima)
- Maruhi Shanai Ren'ai (mỗi câu chuyện là của một nghệ sĩ / tác giả khác nhau)
- Masashi-kun (Masashi Ueda)
- Matori (tác giả Seiji Hosono, nghệ sĩ Tadashi Ichinose)
- Miyamoto Musashi (Nam tước Yoshimoto)
- Nagareboshi no Yado (tác giả Yūji Nishi, Toshinobu Tana)
- Nanoka Dôsei (Shûichi Sakabe)
- Nice Middle Jōjima Buchō (Hitsuji Mitani, đồng thời đăng theo kỳ trong Manga Time)
- Omoidebashi Garakutahonpo (Keizou Yoshiie)
- Onna-gui (tác giả Yoshinori Hiroyama, Takeshi Mine)
- Onna Kansatsui (tác giả Rō Hatta, Chikae Ide)
- Otoko-gui (tác giả Tsunehisa Itō, Tsuguo Kougo)
- Pasta de Buono (Ryûji Okita)
- Pink gal (Yukio Shishikura)
- Rape (Shūichi Sakanabe)
- Sagishi Ippei (tác giả Yōichi Nishi, Junichi Miyata)
- Salaryman Kaneshirō (Shō Tanaka)
- Shinmanga bungaku zenshu (Sadao Shōji)
- Shōwa Jōwa (Hiroshi Kurogane)
- Tokoton Toshiko (Toshiko Hara)
- Tokusō Deka (tác giả Kōichi Iiboshi, Taka Momonari)
- Yakubyō-gami (tác giả Hiroyuki Kurokawa, Yōji Iori)
- Yasuji no Ninkyōdō (Yasuji Tanioka)
- Yaju keisatsu (tác giả Kōichi Saitou, Takeshi Mine)
- Yoshiji no Shūkan Enikki (Yoshiji Suzuki, bộ truyện kết thúc năm 2004 khi tác giả qua đời)